# Partizánske
Partizánske (prononciation slovaque : [ˈpartizaːnskɛ], en hongrois : Simony [ˈʃimoɲ]) est une ville de la région de Trenčín dans l’ouest de Slovaquie. Sa population était de 21 439 habitants au 1er janvier 2021.

## Géographie

### Situation

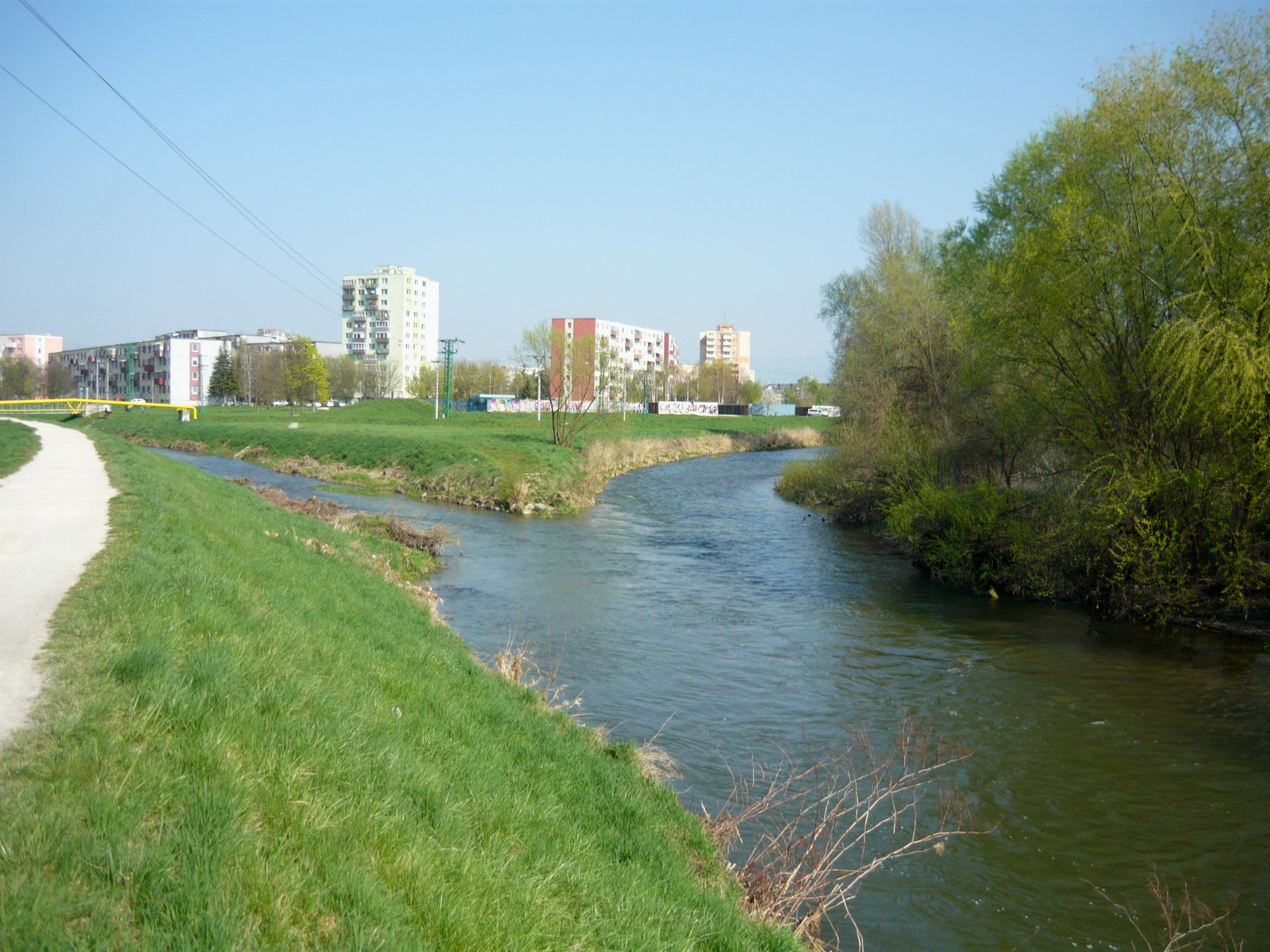
Le confluent de la Nitra et de la Nitrica

Partizánske est située dans l’ouest de la Slovaquie, à environ 110 km à l’est de Bratislava (140 km par la route). La ville se trouve dans la région traditionnelle Horná Nitra, au confluent des rivières Nitra et Nitrica. Elle est délimitée au sud par les monts Tribeč.
Les villes importantes les plus proches sont Topoľčany (16 km au sud-ouest), Nitra (42 km au sud-ouest), Prievidza (25 km au nord-est) et Trenčín (38 km au nord-ouest).

### Communes limitrophes
Partizánske est limitrophe de huit communes, qui sont toutes des communes rurales (Partizánske est d’ailleurs la seule ville de son district).
| Nedašovce, Ostratice | Skačany     | Veľké Kršteňany |
| Žabokreky nad Nitrou | Partizánske | Malé Kršteňany  |
|                      | Brodzany    | Malé Uherce     |

### Climat
Le climat de Partizánske est de type continental tempéré avec quatre saisons bien distinctes. Les températures moyennes varient de −3 °C en janvier à 18 °C en juillet avec une moyenne annuelle qui se situe à 8,5 °C. Le total annuel des précipitations est d’environ 640 mm.
| Mois                              | jan. | fév. | mars | avril | mai  | juin | jui. | août | sep. | oct. | nov. | déc. | année |
| --------------------------------- | ---- | ---- | ---- | ----- | ---- | ---- | ---- | ---- | ---- | ---- | ---- | ---- | ----- |
| Température minimale moyenne (°C) | −6,7 | −5,6 | −0,6 | 2,2   | 7,2  | 10   | 11,7 | 11,1 | 8,3  | 3,9  |      | −3,9 | 3,1   |
| Température moyenne (°C)          | −2,8 | −1,1 | 4,4  | 8,3   | 13,9 | 16,7 | 18,3 | 18,3 | 14,4 | 9,4  | 3,3  | −1,1 | 8,5   |
| Température maximale moyenne (°C) | 0,6  | 3,3  | 9,4  | 14,4  | 20,6 | 22,8 | 25   | 25   | 21,1 | 15   | 6,7  | 1,7  | 13,8  |
| Précipitations (mm)               | 41   | 38   | 38   | 46    | 69   | 79   | 50   | 64   | 55   | 47   | 64   | 50   | 641   |

### Quartiers

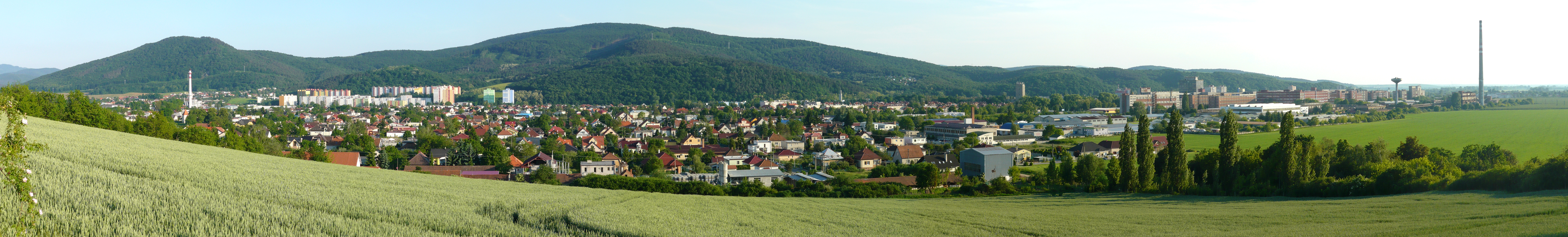
Panorama de Partizánske vu depuis le nord de la ville. On peut voir les quartiers de Šimonovany (au milieu) et Šípok (les immeubles au fond à gauche), ainsi que l’usine Baťa à droite et le centre-ville en arrière-plan.

La ville est divisée en quatre quartiers (mestské časti), :
- Partizánske (22 166 habitants en 2011),
- Veľké Bielice (1 786 habitants),
- Malé Bielice (495 habitants),
- Návojovce (460 habitants).

#### Partizánske

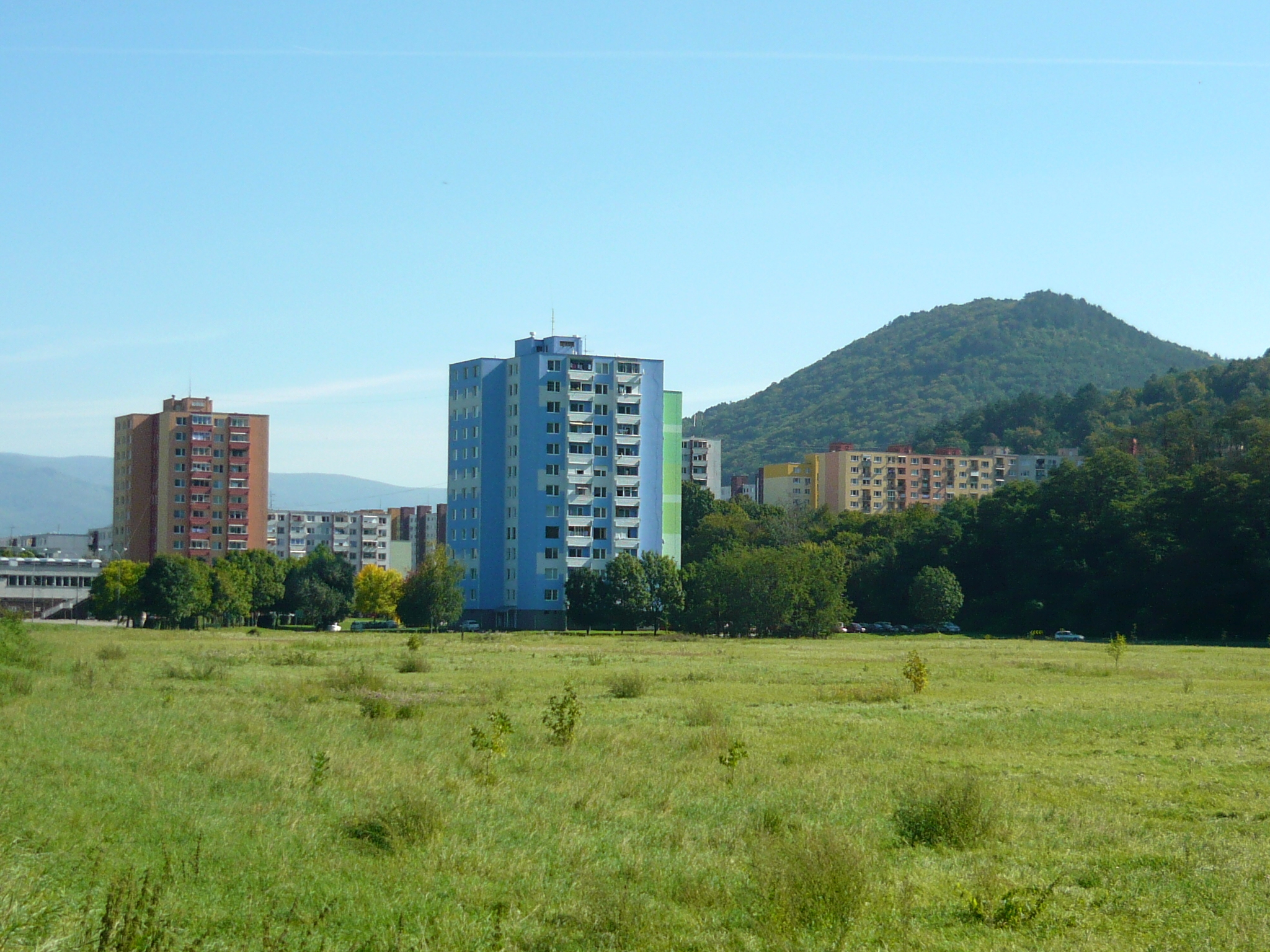
Vue de Šípok avec la colline éponyme en arrière-plan

La majeure partie de la ville de Partizánske est constituée par le quartier du même nom. Celui-ci peut être subdivisé en six parties : Centre, Luhy I, Luhy II, Štrkovec, Šimonovany et Šípok.
Le centre (centrum) est articulé autour de la place du Soulèvement national slovaque, située devant l’hôtel de ville. La gare de Partizánske et la gare routière sont situées à proximité.
Luhy I et II (8 590 habitants en 2011) forment un grand ensemble situé à l’ouest du centre et délimités à l’ouest par les rivières.
Šimonovany (1 544 habitants), au nord-est, est un ancien village près duquel la ville a été fondée. On y trouve entre autres une église, un manoir et un cimetière.
Štrkovec, limité par le centre à l’ouest, la route I/64 au nord et la Nitra au sud-est, est un quartier composé de maisons datant de l’époque de la fondation de Partizánske.
Šípok (6 113 habitants) est seule partie de la ville située sur la rive gauche de la Nitra. C’est le quartier le plus récent : il s’agit d’un grand ensemble construit dans les années 1980.

#### Veľké Bielice
Veľké Bielice, situé le long de la rive droite de la Nitrica, était à l’origine un village qui a été intégré à Partizánske. On y trouve une petite gare.

#### Malé Bielice
Malé Bielice, au nord-ouest de la ville, est également un ancien village intégré à la ville. On y trouve entre autres l’aérodrome de Partizánske, des pensions, un observatoire et une petite aire naturelle protégée (Bielické Bahná).

#### Návojovce
Návojovce, le plus petit des quartiers, est un hameau situé à l’écart de la ville, au nord, sur la route allant à Hradište.

## Toponymie
À sa fondation en 1938, la ville reçut le nom de Baťovany, d’après son fondateur Ján Antonín Baťa. Le nom Partizánske fut donné en 1949,.
Le mot Partizánske est la forme neutre de l’adjectif partizánsky, dérivé de partizán, « partisan » : Partizánske est donc « la ville partisane ». L’adjectif dérivé, partizánsky, est identique à l’adjectif signifiant « partisan ». Le gentilé correspondant est Partizánčan (Partizánčanka au féminin).

## Histoire

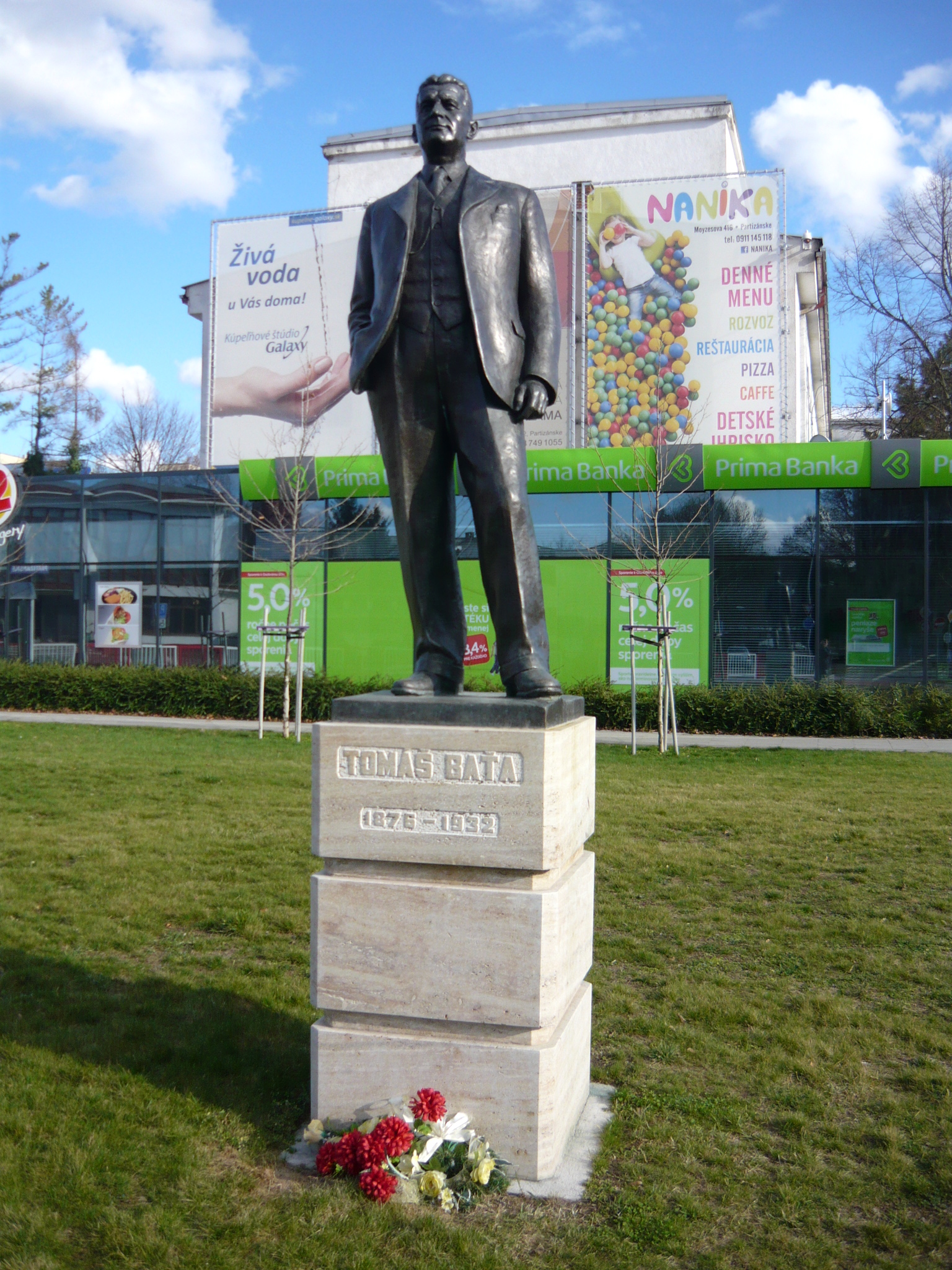
Statue de Tomáš Baťa à Partizánske

La première mention écrite du village date de 1260.
La ville actuelle a été fondée en 1938, lorsque l’entreprise Baťa décida d’implanter une usine de chaussures près du village de Šimonovany. La nouvelle localité, appelée Baťovany, fusionna avec la commune de Šimonovany en 1948 et reçut le statut de ville. Le 9 février 1949, la ville fut renommée Partizánske en l’honneur des habitants qui ont participé au soulèvement national slovaque.

## Population
Selon le recensement de 2021, la population de Partizánske est de 21 439 habitants (au 1er janvier 2021), dont 10 275 hommes (47,93 %) et 11 164 femmes (52,07 %).

### Évolution de la population
La ville connut une croissance démographique rapide après sa fondation : les villages constituant la ville actuelle avaient 2 078 habitants en 1930, et en 1950 la ville avait 8 853, pour atteindre plus de 25 000 habitants dans les années 1990. Depuis, la population de Partizánske décroît doucement.
| Année:               | 1994.  | 2004.   | 2014.   | 2024.    |
| -------------------- | ------ | ------- | ------- | -------- |
| Nombre de personnes: | 25 621 | 24 581  | 23 436  | 20 338   |
| Différence:          |        | -4,05 % | -4,65 % | -13,21 % |

| Année:               | 2023.  | 2024.   |
| -------------------- | ------ | ------- |
| Nombre de personnes: | 20 607 | 20 338  |
| Différence:          |        | -1,30 % |

### Pyramide des âges
Voici la pyramide des âges à Partizánske selon le recensement de 2011.
| Hommes | Classe d’âge | Femmes |
| ------ | ------------ | ------ |
| 2      | 95–99        | 5      |
| 15     | 90–94        | 26     |
| 54     | 85–89        | 106    |
| 149    | 80–84        | 238    |
| 274    | 75–79        | 455    |
| 306    | 70–74        | 557    |
| 457    | 65–69        | 555    |
| 701    | 60–64        | 852    |
| 890    | 55–59        | 1 097  |
| 897    | 50–54        | 930    |
| 837    | 45–49        | 905    |
| 784    | 40–44        | 844    |
| 1 020  | 35–39        | 936    |
| 1 117  | 30–34        | 986    |
| 1 044  | 25–29        | 970    |
| 904    | 20–24        | 863    |
| 729    | 15–19        | 658    |
| 534    | 10–14        | 515    |
| 431    | 5–9          | 457    |
| 532    | 0–4          | 481    |

### Ethnies
L’écrasante majorité de la population de Partizánske est slovaque : 21 634 personnes, soit 98,5 % de ceux qui ont déclaré leur ethnie au recensement de 2011.
| Ethnie      | Nombre | Pourcentage |
| ----------- | ------ | ----------- |
| Slovaques   | 21 634 | 98,5 %      |
| Tchèques    | 115    | 0,5 %       |
| Hongrois    | 51     | 0,2 %       |
| Roms        | 40     | 0,2 %       |
| Moraves     | 20     | 0,1 %       |
| Polonais    | 12     | 0,1 %       |
| Autres      | 83     | 0,4 %       |
| Non précisé | 2 160  | —           |

## Transport

### Transport routier

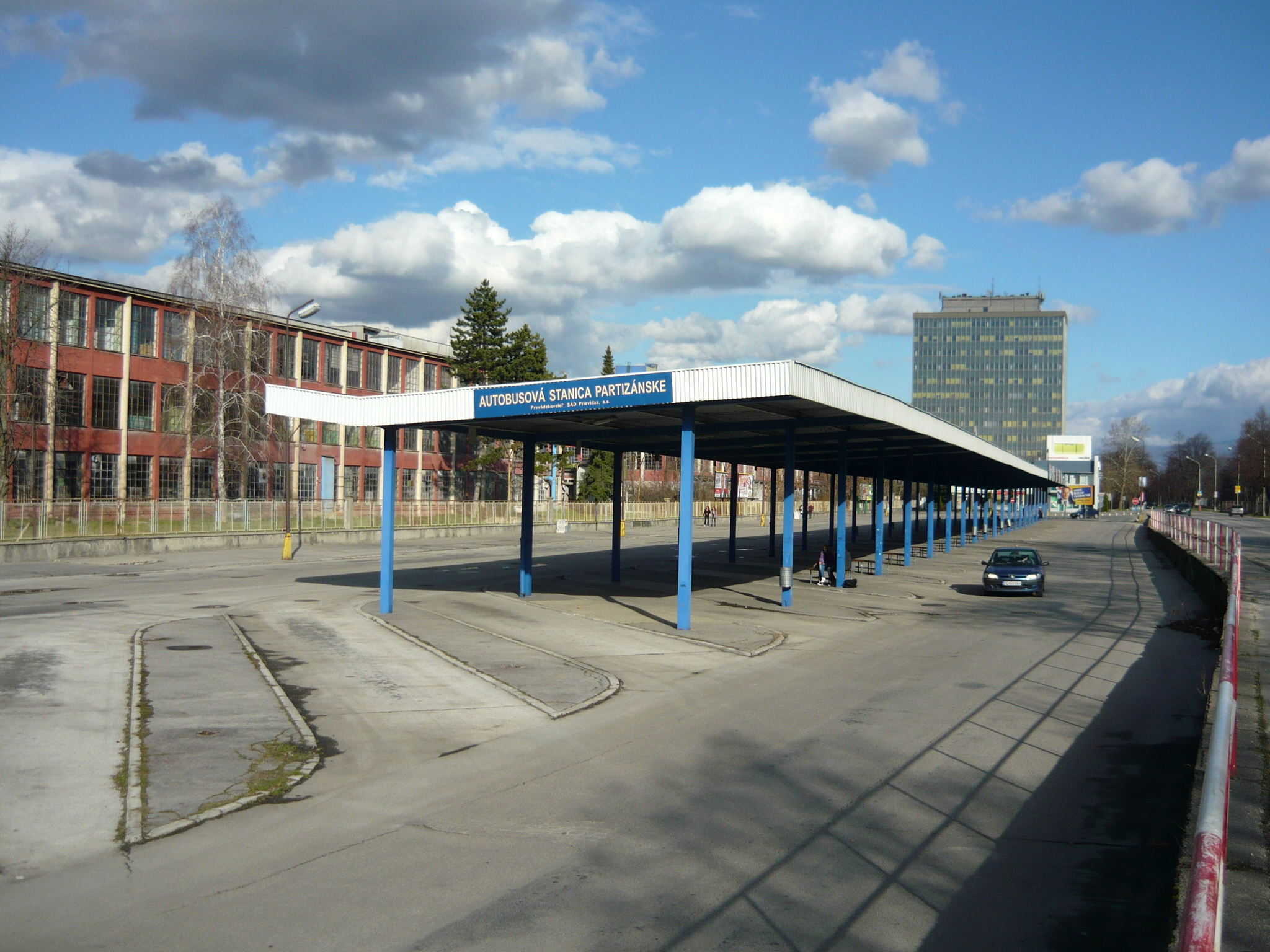
La gare routière de Partizánske

Partizánske est située à l’écart des grands axes (les voies rapides les plus proches sont l’autoroute D1 à Piešťany ou Trenčín et la route R1 à Nitra). Trois routes permettent de sortir de la ville :
- la route de première catégorie 64 (I/64) traverse Partizánske et permet de rejoindre Komárno via Topoľčany, Nitra et Nové Zámky (à l’ouest) ainsi que Prievidza et Žilina (à l’est). Cette route est l’axe principal de la ville et constitue les rues Hlavná, Mostová et Nitrianska. On trouve deux stations-service en ville le long de cette route[15].
- La route de deuxième catégorie 593 (II/593) commence de la rue Víťazná, se prolonge en direction de Brodzany au sud-ouest de la ville et va jusqu’à Nitra.
- La route II/579, au nord, traverse le hameau de Návojovce et rejoint la route I/50, permettant entre autres d’aller à Trenčín.

Il y a une gare routière à Partizánske avec de nombreux bus vers les villages voisins, mais aussi plusieurs cars quotidiens pour Prievidza, Bratislava et d’autres villes de Slovaquie (et parfois même de République tchèque).
Il existe aussi des pistes cyclables dans la forêt ainsi que le long de la Nitra.

### Transport ferroviaire

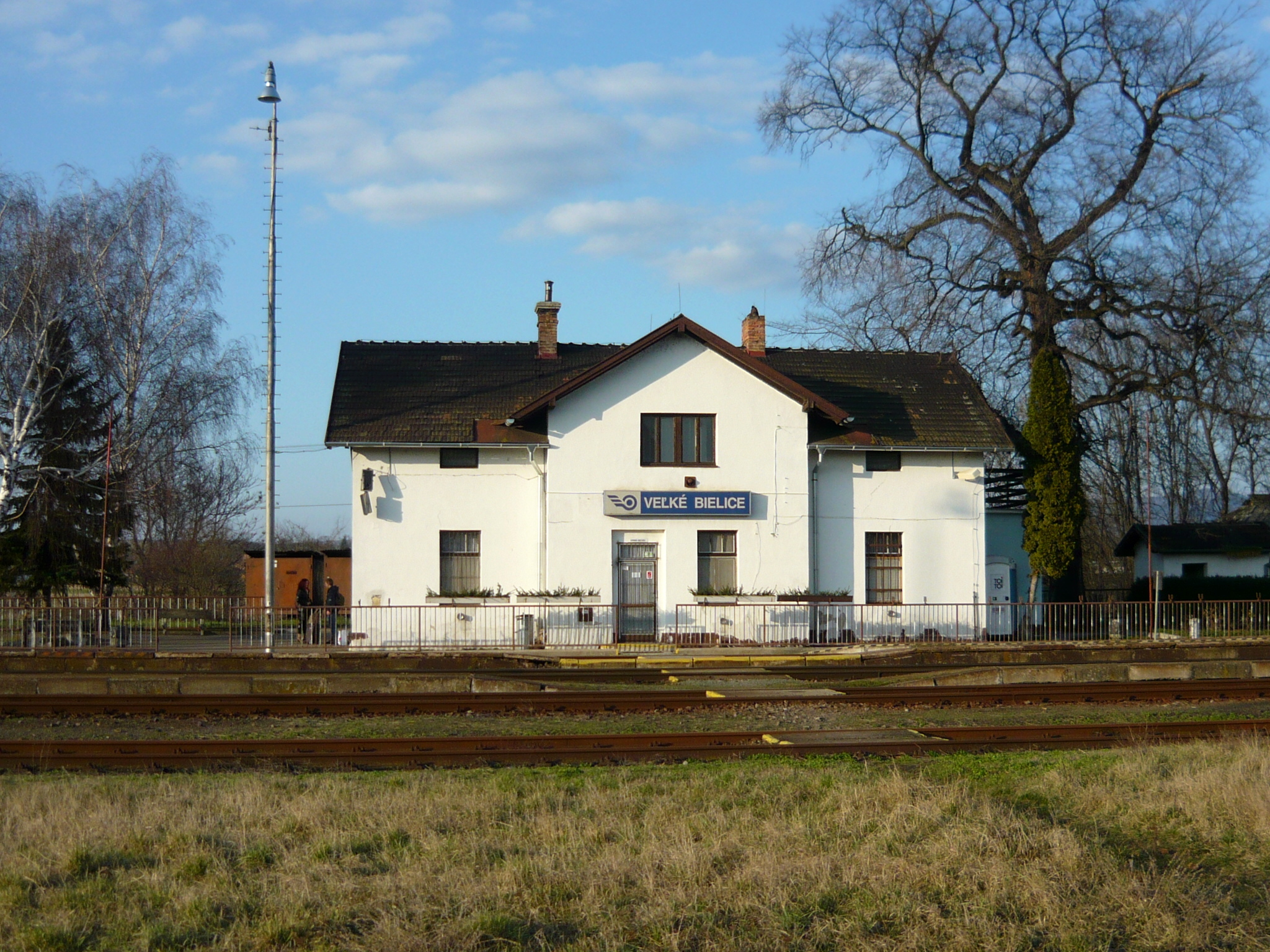
La gare de Veľké Bielice

Partizánske se situe sur la ligne de chemin de fer 140, qui comporte une seule voie non électrifiée et relie Nové Zámky à Prievidza. Il y a trois arrêts à Partizánske :
- la gare de Partizánske, située en centre-ville, d’où partent des trains quotidiens vers Bratislava, Topoľčany, Nitra, Nové Zámky et Prievidza. Tous les trains s’y arrêtent et la gare comporte une seule voie ;
- la gare de Veľké Bielice, à l’ouest, plus petite mais comportant six voies et deux quais ;
- l’arrêt Partizánske-zastávka, à l’est.

### Transport urbain
En raison de la petite taille de la ville, le réseau de transports en commun n’est pas très développé. Il y a deux lignes de bus, :
- la ligne MHD 305101, avec 8 trajets par jour ;
- la ligne MHD 305102, avec 21 trajets par jour.

### Transport aérien

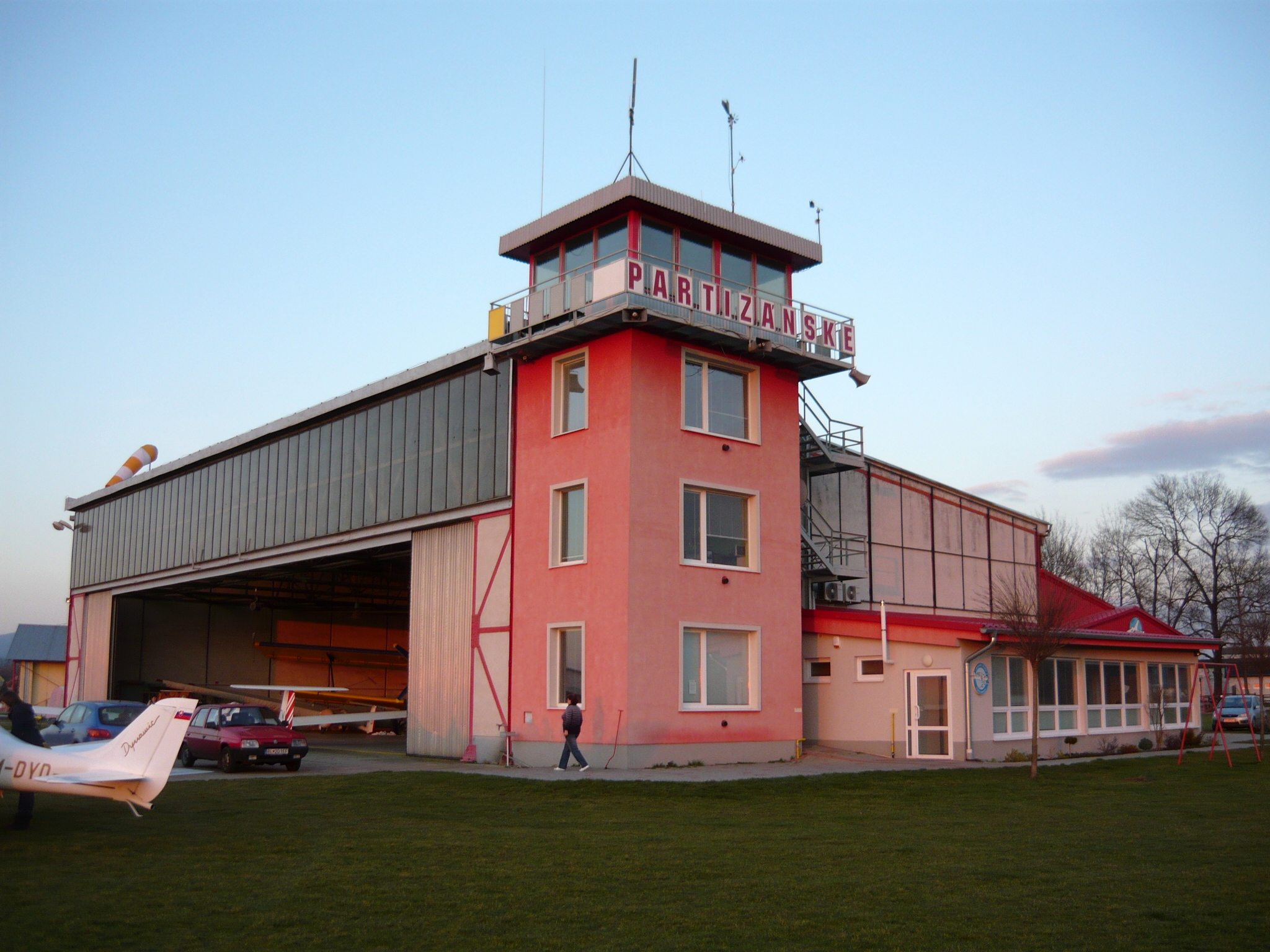
L’aérodrome de Partizánske

Il existe à Partizánske un aérodrome, situé dans le quartier de Malé Bielice. Sa piste non goudronnée, longue de 1 100 m et large de 100 m, se prolonge sur le territoire de Brodzany. L’aérodrome, ouvert en 1947, ne fonctionne que le week-end ; le club d’aviation local organise entre autres des baptêmes de l’air et des cours de pilotage,.

## Culture et monuments

### Monuments
Le registre des monuments culturels nationaux de Slovaquie recense onze monuments culturels à Partizánske.
| Description                                                           | Type                 | Coordonnées                  | Image |
| --------------------------------------------------------------------- | -------------------- | ---------------------------- | ----- |
| Monument à 35 résistants massacrés en 1944                            | Monument             | 48° 37′ 16″ N, 18° 22′ 58″ E |       |
| Monument au réarmement des partisans                                  | Mémorial             | 48° 37′ 40″ N, 18° 23′ 44″ E |       |
| Église de l’Assomption-de-la-Vierge-Marie à Šimonovany                | Église               | 48° 38′ 00″ N, 18° 23′ 25″ E |       |
| Monument aux soldats morts pendant le Soulèvement national slovaque   | Monument             | 48° 37′ 31″ N, 18° 22′ 26″ E |       |
| Église du Sacré-Cœur-de-Jésus                                         | Église               | 48° 37′ 22″ N, 18° 22′ 45″ E |       |
| Plaque commémorative dédiée à Rudolf Jašík                            | Plaque commémorative | 48° 37′ 28″ N, 18° 22′ 28″ E |       |
| Maison où a commencé l’armement des partisans                         | Maison               | 48° 37′ 48″ N, 18° 23′ 31″ E |       |
| Plaque commémorative placée sur la maison précédente                  | Plaque commémorative | 48° 37′ 48″ N, 18° 23′ 31″ E |       |
| Vodný hrad (« château d’eau ») ou manoir de Šimonovany                | Manoir               | 48° 37′ 52″ N, 18° 23′ 28″ E |       |
| Parc du manoir de Šimonovany                                          | Parc                 | 48° 37′ 53″ N, 18° 23′ 26″ E |       |
| Cimetière de l’église de l’Assomption-de-la-Vierge-Marie à Šimonovany | Cimetière d’église   | 48° 38′ 01″ N, 18° 23′ 24″ E |       |

### Religion

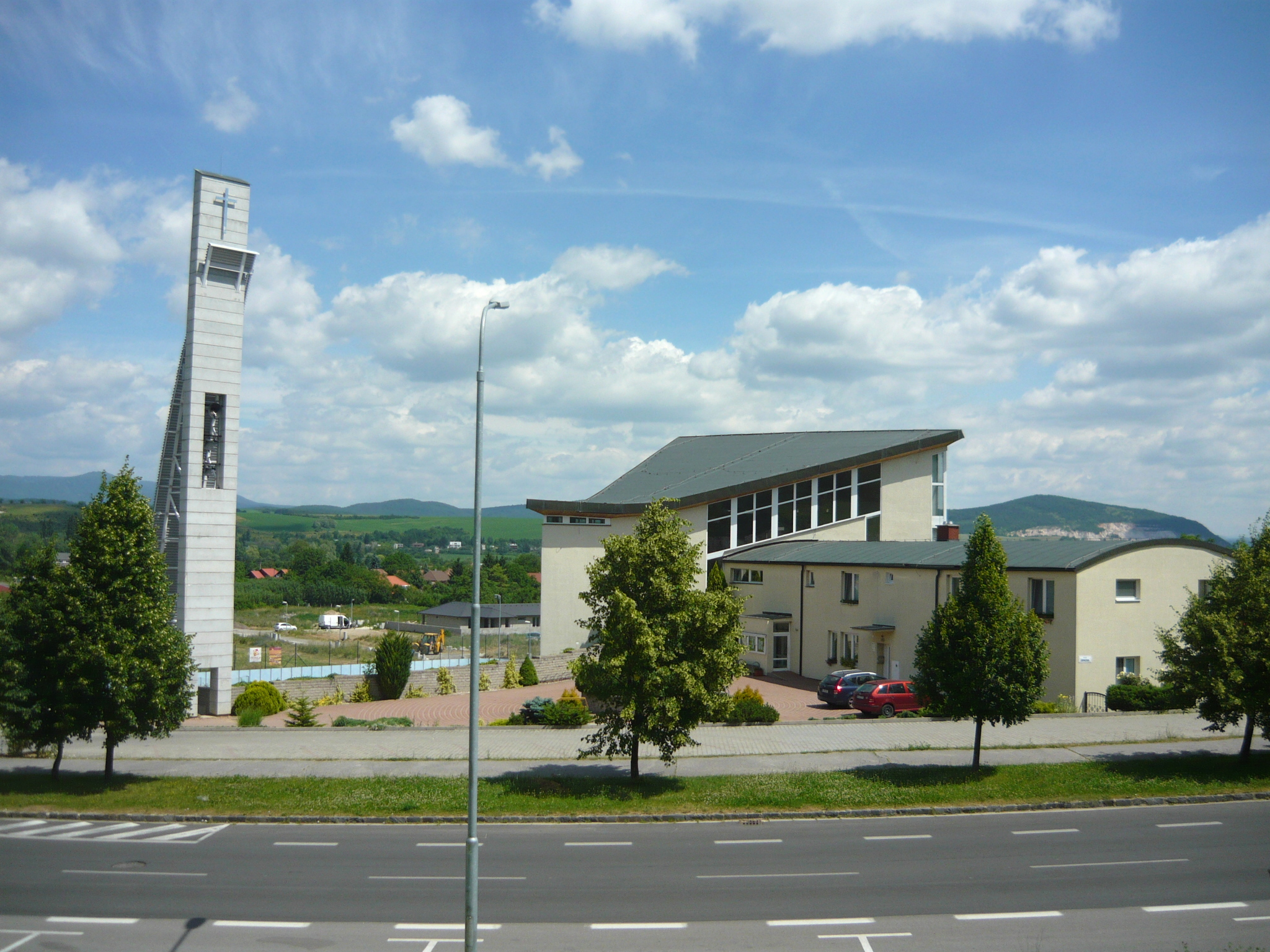
L’église Saint-Thomas à Šípok

On compte à Partizánske six églises catholiques :
- l’église du Sacré-Cœur-de-Jésus en centre-ville,
- l’église de l’Assomption-de-la-Vierge-Marie à Šimonovany,
- l’église Sainte-Élisabeth-de-Hongrie à Veľké Bielice,
- l’église Saint-Thomas à Šípok,
- l’église du Cœur-immaculé-de-Marie à Malé Bielice,
- l’église Saints-Cyrille-et-Méthode à Návojovce.

### Places

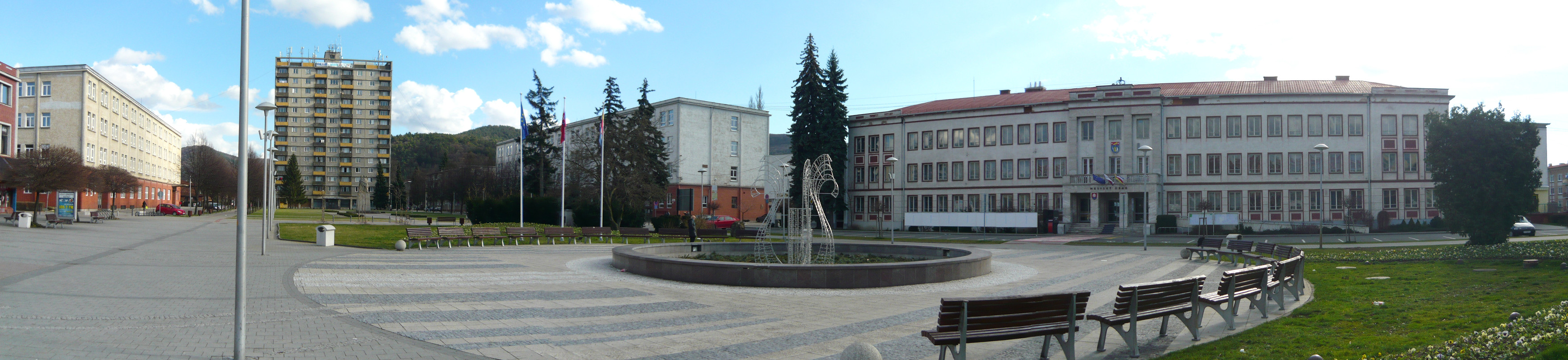
La place du Soulèvement national slovaque

La place principale de Partizánske est la place du Soulèvement national slovaque (námestie Slovenského národného povstania ou námestie SNP), dans le centre. Elle est constituée de deux parties :
- une zone piétonne comportant une fontaine, un monument aux morts, divers restaurants et magasins et l’hôtel de ville ;
- un parc (le parc Jan Antonín Baťa), terminé par l’église du Sacré-Cœur-de-Jésus.

Les deux parties sont séparées par une tour de 14 étages. Inaugurée en 1963 et prétendument construite à cet endroit pour cacher l’église depuis la place principale, c’était à l’origine un internat puis un immeuble d’habitation avec 101 appartements. En raison du coût élevé de sa rénovation (qui impliquerait aussi de raser le parc pour construire un parking pour les habitants), le conseil municipal a décidé de la démolir. La tour a été vidée et condamnée en 2017 et les travaux de démolition ont débuté en mars 2020. Les travaux, d’un coût estimé à 575 998,80 €, devraient se poursuivre jusqu’à fin octobre de la même année.

## Éducation
Partizánske dispose de :
- cinq écoles maternelles,
- sept écoles primaires (dont une qui fait aussi école maternelle et une école d’art),
- un lycée,
- une école réunissant lycée professionnel, école industrielle et académie de commerce,
- une école supérieure médico-sociale[21].

## Médias
Partizánske a un hebdomadaire, Tempo, qui paraît tous les lundis et publie des informations à propos du district de Partizánske. Il existe aussi une chaîne de télévision locale, MTP (Mestská Televízia Partizánske), réalisée par la même société que Tempo.

## Symboles

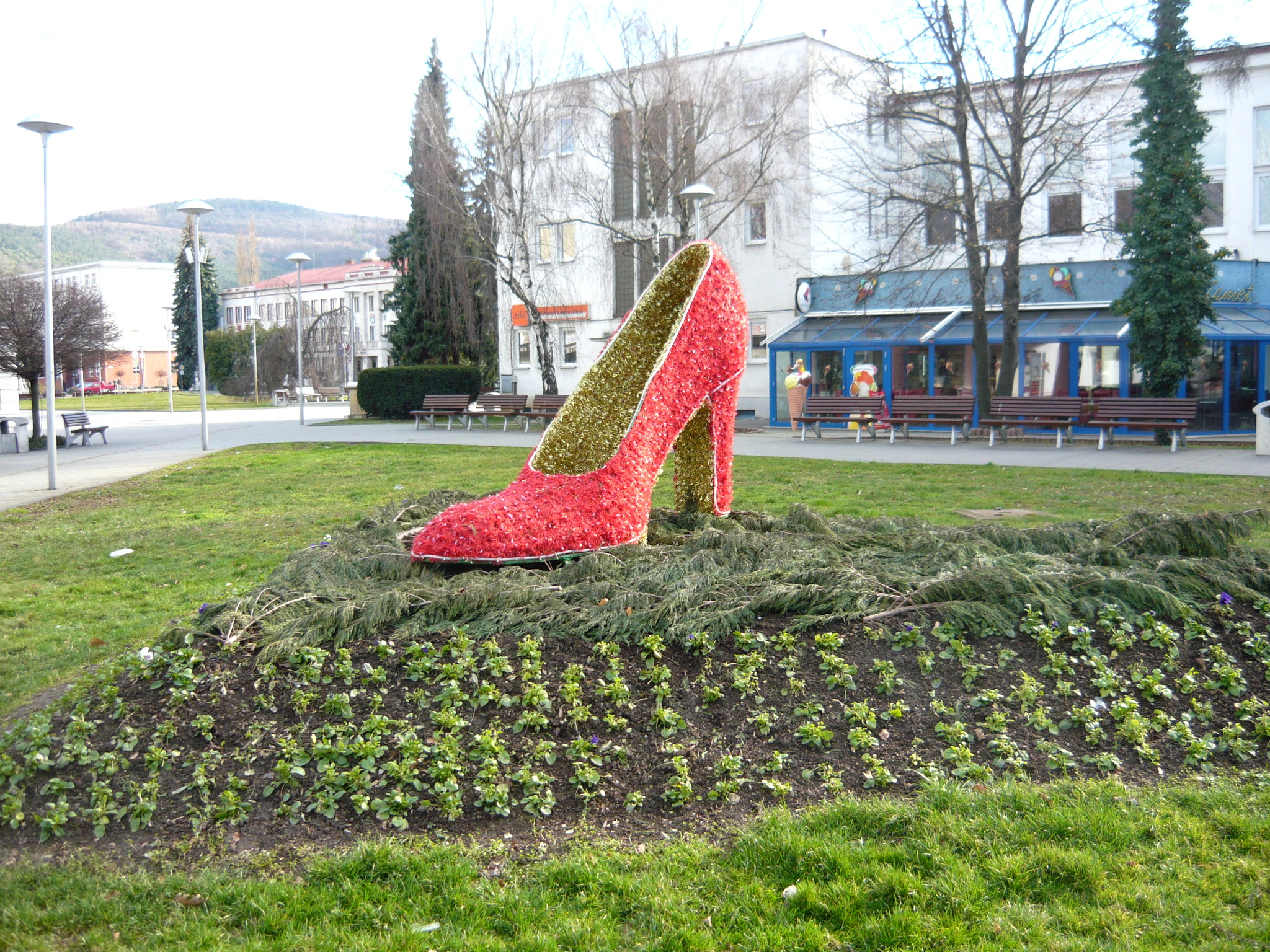
La chaussure, symbole de Partizánske

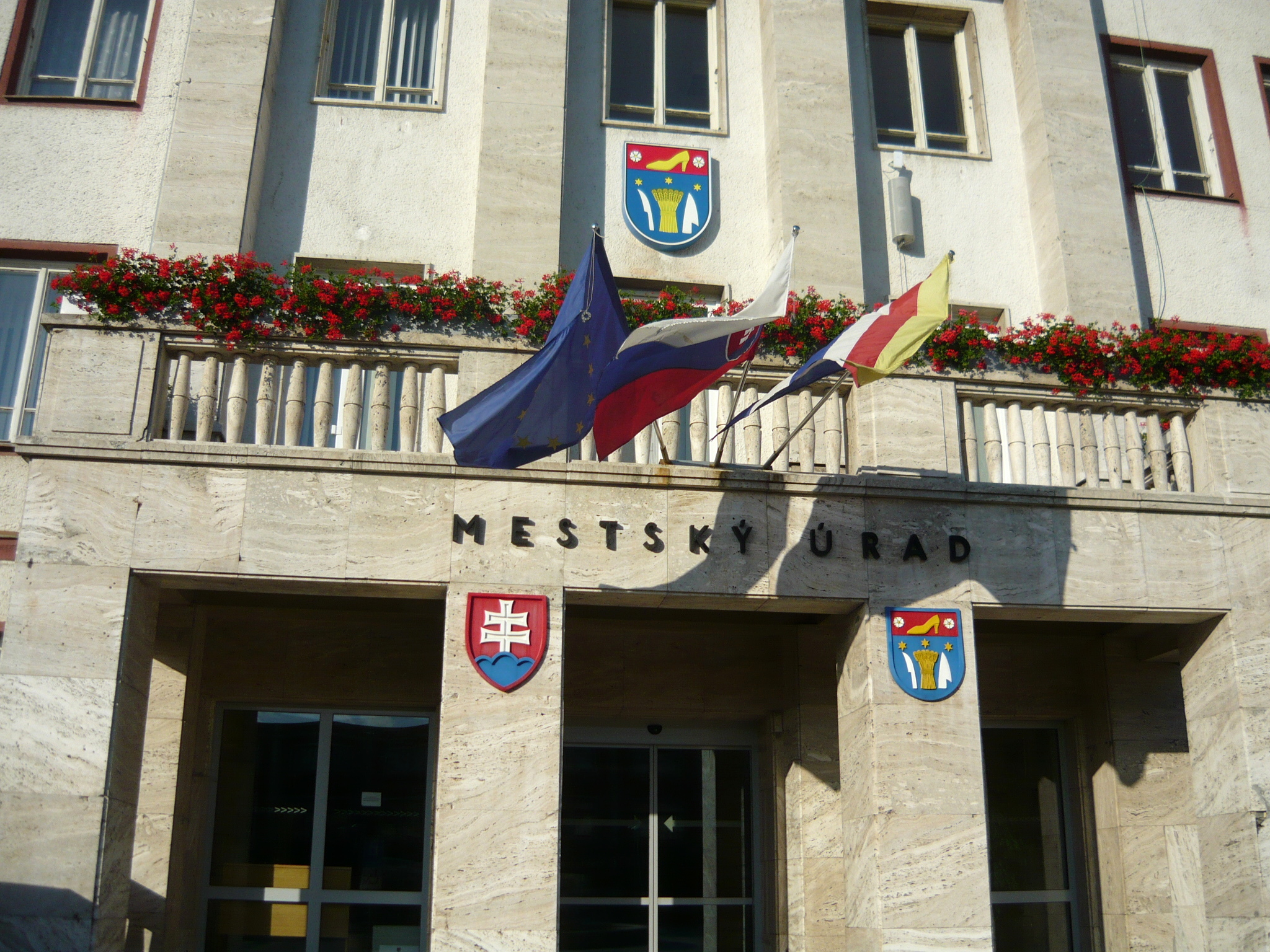
Détail de la mairie de Partizánske sur laquelle on peut voir le blason de la ville et celui de la Slovaquie, ainsi que les drapeaux de Partizánske, de la Slovaquie et de l’Europe

En raison de son histoire liée à l’industrie de la chaussure, le principal symbole de Partizánske est la chaussure. Une chaussure emblématique de la ville (réalisée en fleurs en été et illuminée en hiver) est située en centre-ville, entre la gare et la Place du Soulèvement national slovaque.
Le blason de la ville, adopté en 1996, est divisé en deux parties : en haut, une chaussure entourée de deux roses symbolisant la colline Šípok, qui domine le quartier du même nom, et en bas, des éléments issus de l’ancien sceau de Šimonovany : trois étoiles qui représentent le Vierge Marie, à laquelle est dédiée l’église du quartier, et deux socs et une gerbe de blé symbolisant l’agriculture. Le fond rouge de la partie supérieure du blason représente le courage des habitants et leur participation au Soulèvement national slovaque, et le fond bleu de la partie inférieure fait ressortir la couleur dorée du blé et des étoiles.
Le drapeau de Partizánske, adopté la même année que le blason, reprend ses couleurs : il est constitué de six bandes horizontales jaune, rouge, blanche, bleue, blanche et bleue. Ses proportions sont de 2:3 et a une encoche à droite jusqu’au tiers de la longueur,.

## Personnalités liées à la ville
- Peter Baláž, espérantiste et président d’E@I, qui a son siège à Partizánske
- Peter Dvorský, chanteur d’opéra
- Radoslav Hecl, joueur de hockey sur glace
- Karol Jokl, footballeur
- Pavel Kováč, footballeur
- Michal Peškovič, footballeur
- Denis Vavro (1996-), footballeur né à Partizánske.